# Districtul Český Krumlov
Okres Český Krumlov este un district cu reședința în Český Krumlov, din Regiunea Boemia de Sud, Republica Cehă, care cuprinde 5 orașe, 46 de comune și ocupă o suprafață de 1.615 km².

## Orașe și comune
Benešov nad Černou (Deutsch Beneschau)- Besednice (Bessenitz) - Bohdalovice (Weislowitz) - Boletice (Polletitz; TÜP) - Brloh (Berlau)- Bujanov (Angern) - Černá v Pošumaví (Schwarzbach) - Český Krumlov Böhmisch Krumau) - Dolní Dvořiště (Unterhaid) - Dolní Třebonín (Unterbreitenstein) - Frymburk (Friedberg) - Holubov (Hollubau) - Horní Dvořiště (Oberhaid) - Horní Planá (Oberplan) - Hořice na Šumavě (Höritz) - Chlumec (Chunzen) - Chvalšiny (Katsching) - Kájov (Gojau) - Kaplice (Kaplitz) - Křemže (Krems) - Lipno nad Vltavou (Lippen) - Loučovice (Kienberg) - Malonty (Meinetschlag) - Malšín (Malsching) - Mirkovice (Mirkowitz) - Mojné (Moyne) - Netřebice (Netrobitz) - Nová Ves (Neudorf bei Berlau) - Omlenice (Groß Umlowitz) - Pohorská Ves (Theresiendorf) - Přední Výtoň (Vorder Heuraffl) - Přídolí (Priethal) - Přísečná (Prisnitz)- Rožmberk nad Vltavou (Rosenberg) - Rožmitál na Šumavě (Rosenthal) - Soběnov (Oemau) - Srnín (Sirnin) - Střítež (Tritesch) - Světlík (Kirchschlag) - Velešín (Weleschin)- Větřní (Wettern) - Věžovatá Pláně (Thurmplandles)- Vyšší Brod (Hohenfurth) - Zlatá Koruna (Goldenkron) - Zubčice (Subschitz) - Zvíkov (Zwickau)